# Kanzel (Neufahrn, Egling)

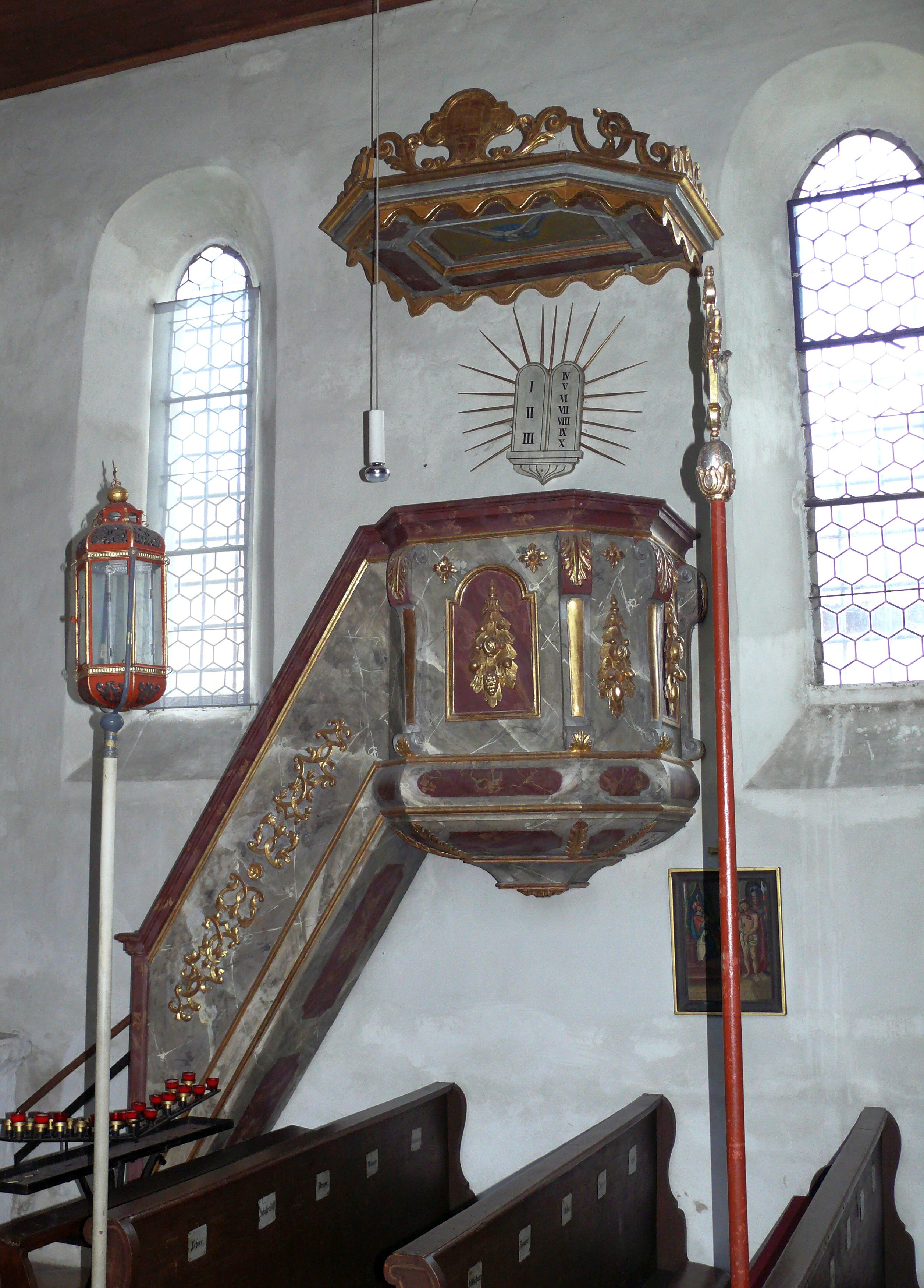
Kanzel in Neufahrn

Die Kanzel in der katholischen Filialkirche St. Johannes Baptist in Neufahrn, einem Gemeindeteil von Egling im oberbayerischen Landkreis Bad Tölz-Wolfratshausen, wurde Ende des 17. Jahrhunderts geschaffen. Die Kanzel ist ein Teil der als Baudenkmal geschützten Kirchenausstattung.
Die hölzerne Kanzel im Stil des Barocks besitzt am Kanzelkorb Voluten und einen Dekor aus Pflanzenmotiven.
Der sechseckige Schalldeckel mit Gesims ist an der Unterseite mit der Darstellung der Heiliggeisttaube versehen. Die Kanzelrückwand ist mit den Gesetzestafeln geschmückt.